# Laurentides (ancienne circonscription fédérale)
Pour les articles homonymes, voir Laurentides.
Laurentides était une circonscription électorale fédérale située dans la région des Laurentides au Québec, représentée de 1988 à 2003.
La circonscription a été créée en 1987 avec une portion de la circonscription de Labelle. Abolie en 2003, elle fut redistribuée parmi les circonscriptions de Laurentides—Labelle et Rivière-du-Nord.

## Géographie
En 1996, la circonscription de Laurentides comprenait:
- Les villes d'Estérel, Sainte-Adèle et de Sainte-Agathe-des-Monts
- Une partie des MRC de Les Pays-d'en-Haut, La Rivière-du-Nord et Les Laurentides

## Députés
1. 1988-1993 — Jacques Vien, PC
2. 1993-2004 — Monique Guay, BQ

- BQ = Bloc québécois
- PC = Parti progressiste-conservateur